# La Nou de Berguedà
La Nou de Berguedà (em catalão e oficialmente), ou simplesmente La Nou, é um município da Espanha na comarca de Berguedà, província de Barcelona, comunidade autónoma da Catalunha. Tem 25 km² de área e em 2021 tinha 176 habitantes (densidade: 7 hab./km²).

## Demografia
| Variação demográfica do município entre 1991 e 2004[carece de fontes?] | Variação demográfica do município entre 1991 e 2004[carece de fontes?] | Variação demográfica do município entre 1991 e 2004[carece de fontes?] | Variação demográfica do município entre 1991 e 2004[carece de fontes?] |
| ---------------------------------------------------------------------- | ---------------------------------------------------------------------- | ---------------------------------------------------------------------- | ---------------------------------------------------------------------- |
| 1991                                                                   | 1996                                                                   | 2001                                                                   | 2004                                                                   |
| 140                                                                    | 155                                                                    | 158                                                                    | 157                                                                    |